# Chapelle de l'Annonciation de Mondeville
La chapelle de l'Annonciation de Mondeville est une chapelle située à Champignol-lez-Mondeville, en France.

## Localisation
La chapelle est située sur la commune de Champignol-lez-Mondeville, dans le département français de l'Aube.

## Historique
L'édifice est inscrit au titre des monuments historiques en 1927.